# Winnsboro (Louisiana)
Winnsboro és una població dels Estats Units a l'estat de Louisiana. Segons el cens del 2010 tenia 13.279 habitants.

## Demografia
Segons el cens del 2000, Winnsboro tenia 5.344 habitants, 1.977 habitatges, i 1.310 famílies. La densitat de població era de 508,2 habitants/km².
Dels 1.977 habitatges en un 33,8% hi vivien nens de menys de 18 anys, en un 34,9% hi vivien parelles casades, en un 27,9% dones solteres, i en un 33,7% no eren unitats familiars. En el 30,9% dels habitatges hi vivien persones soles el 15,2% de les quals corresponia a persones de 65 anys o més que vivien soles. El nombre mitjà de persones vivint en cada habitatge era de 2,6 i el nombre mitjà de persones que vivien en cada família era de 3,28.
Per edats la població es repartia de la següent manera: un 31,4% tenia menys de 18 anys, un 10% entre 18 i 24, un 23,5% entre 25 i 44, un 18,8% de 45 a 60 i un 16,4% 65 anys o més.
L'edat mediana era de 32 anys. Per cada 100 dones de 18 o més anys hi havia 67,9 homes.
La renda mediana per habitatge era de 17.590 $ i la renda mediana per família de 21.543 $. Els homes tenien una renda mediana de 24.608 $ mentre que les dones 15.663 $. La renda per capita de la població era de 9.229 $. Entorn del 36,7% de les famílies i el 40,3% de la població estaven per davall del llindar de pobresa.

## Poblacions més properes
El següent diagrama mostra les poblacions més properes.